# Voice on the Wire
The Voice on the Wire é um seriado estadunidense de 1917, gênero ação e aventura, produzido pela Universal Film e dirigido por Stuart Paton. Foi inspirado no romance homônimo de Eustace Hale Ball.
Este filme é considerado perdido.

## Elenco
- Ben F. Wilson - John Shirley (creditado como Ben Wilson)
- Neva Gerber - Polly Marion
- Joseph W. Girard - Dr. Reynolds
- Francis McDonald - Red Warren
- Kingsley Benedict
- Nigel De Brulier
- Howard Crampton
- L. M. Wells
- Frank MacQuarrie
- Frank Tokunaga
- Ernest Shields
- Hoot Gibson
- Josephine Hill

## Capítulos
1. The Oriental Death Punch
2. The Mysterious Man
3. The Spider's Web
4. The Next Victim
5. The Spectral Hand
6. The Death Warrant
7. The Marked Room
8. High Finance
9. A Stern Chase
10. The Guarded Heart
11. The Thought Machine
12. The Sign of the Thumb
13. Twixt Death and Dawn
14. The Light Dawn
15. The Living Death.